# La donna del falco
La donna del Falco (Hawkmistress!) è un romanzo fantasy-fantascientifico del 1982 scritto da Marion Zimmer Bradley facente parte del Ciclo di Darkover. È stato pubblicato per la prima volta in italiano nel 1989.

## Trama
Durante le Età del Caos gli eserciti in guerra fra loro, appartenenti alla grandi casate dinastiche dei Comyn, muovono sul pianeta Darkover calpestando i sogni degli uomini e delle donne comuni, ma anche quelli della piccola nobiltà assoggettata al volere dei potenti. Romilda MacAran, figlia di un nobile minore, è una di questi. E tuttavia ha un Dono molto particolare e pienamente sviluppato: quello di poter comunicare con i falchi, i cani ed i cavalli, nonché gran parte degli altri animali; eredità che le arriva dal suo stesso clan.
Ma questo non le serve a nulla: lei è solo una ragazza, una donna, e le donne per quanto capaci servono solo per stringere matrimoni di convenienza. A questo Romilda non vuole sottomettersi, e trovando il coraggio di fuggire da un padre padrone, arriverà a toccare con mano i grandi eventi che sconvolgono il suo mondo: come la lotta fra i due clan principali degli Hastur, in guerra tra loro per il dominio su Darkover. Dopo aver fatto parte della scorta di Re Carolus sotto mentite spoglie di ragazzo, entra a far parte delle leggendarie Sorelle della Spada, o Rinunciatarie, donne libere che non si sottomettono al volere degli uomini, e proverà sulla propria pelle quello che provano gli uomini in guerra, sperimentando cosa sia un Dono pienamente sviluppato ma non addestrato.
Contraddistingue e caratterizza il personaggio Preciosa, il primo falco che Romilda riuscì ad addomesticare, che dopo essere stato liberato, torna comunque dalla sua compagna e la segue nei suoi numerosi viaggi.

## Edizioni
- Marion Zimmer Bradley, La donna del Falco, traduzione di Riccardo Valla, TEADue n.30, TEA, 1989,  pp. 370, cap. 19, ISBN 88-7818-681-3.